# آخر حروب صدام (وثائقي)
آخر حروب صدام  فلم وثائقي بثته قناة العربية حصرا في 21 آذار/مارس 2013 والتي صادفت الذكرى العاشرة لاحتلال العراق ويتناول وقائع الحرب العراقية كما جرت على الأرض، وعلى ألسنة الضباط الذين تولوا قيادتها من الجانب الأميركي، وكذلك الضباط والمسؤولين الأمنيين العراقيين الذين كانوا تحت قيادة صدام حسين , كما يتناول تفاصيل الحرب من جميع جوانبها ابتداءً من التحضير لها، فبداية الهجوم، وصولاً إلى احتلال بغداد، فإسقاط تمثال صدام، وتعيين جاي غارنر في سياق الإعداد لفترة ما بعد الحرب، قبل أن يتم استبداله لاحقاً بالسفير بول بريمر الذي أمر بحل الجيش العراقي واجتثاث حزب البعث., وفي المقابل وجه له انتقادات أنه لم يقدم الفيلم أي جديد على صعيد المعلومات والتحليل وان نظام صدام من يقف وراءه 

## المنطقة الخضراء
سلط الوثائقي أيضا على تفاصيل إنشاء المنطقة الخضراء ، وبداية التمرّد والعمليات ضد الجيش الأمريكي وصولاً إلى عملية اعتقال صدام حسين. وإلى جانب الرصد الوثائقي، يستضيف العمل عدداً من الشخصيات التي كانت على تواصل مباشر مع ما يجري من أحداث مثل الكولونيل ديفيد بركينز قائد القوة التي دخلت بغداد، والكولونيل سكوت ريتر قائد معركة المطار، وجاي غارنر، وكذلك الضباط السابقين الذين كانوا تحت إمرة صدام، إلى جانب عدد من الصحافيين الأمريكيين والفرنسيين 

## الرواية الأمريكية
يستعرض الفيلم أيضا تفاصيل الرواية الأمريكية التي تؤكد أن حارس صدام الشخصي هو الواشي عن مكانه، وفي المقابل يعرض رواية الزعيم الكردي المعارض لصدام علي كسرت رسول , وتقول الرواية الأمريكية: إن محمد إبراهيم عمر المسلط، الحارس الشخصي الأكثر وفاءً وقرباً لصدام، هو الذي أرشد عن مكانه، وذلك بعد أن تم إلقاء القبض عليه في الثالث عشر من ديسمبر.
ووفق رواية إيريك مادوكس، المُحقق في جهاز مخابرات الجيش الأمريكي والمسؤول عن استجوابه، فإن المسلط أنكر في البداية معرفته بصدام، ولكن بعد إخباره بالقبض على 40 شخصاً من أقاربه وسرد أسماء 30 آخرين وتهديده بمداهمة كل منزل من منازل أقاربه، اختار المسلط فوراً الإرشاد على مكان صدام.

## الرواية الكردية
أما الرواية الكردية فبطلها أحد القادة الرئيسيين السريين في قوات البشمركة، كان زعيم حزب كردي معارض بشدة لصدام يُدعى علي كسرت رسول , وبعد أن قرر علي كسرت رسول الخروج عن صمته أكد أنه وبمساعدة قبيلة صدام التي كانت تعيش في العوجة استطاع الوصول إلى مكان اختباء صدام ومن يزوّدهم بالغذاء، وأنهم هم مَنْ أعطوا الأمريكيين المعلومات في الريف شمال تكريت بالقرب من منطقة الدورة حتى يتمكنوا من إلقاء القبض عليه.

## رواية صدام والمسلط
سئل علي الندا شيخ عشيرة ألبو ناصر عن المسلط، هل وشى بالرئيس؟ فقال الذي وشى به وسلمه للقوات الغازية الأمريكية حسب وصية الرئيس الشفهية لي عن طريق المحامي هو الخائن اللواء كمال الدوري، وقال بلغ عائلتي. وقال صدّام للمحامي بلغوا عشيرتي كي لا تحدث فتنة ويُتهم آخرون. وروى المحامي خليل الدليمي في كتابه صدام حسين من الزنزانة الأمريكية عن صدام قوله «أنفي نفيا قاطعا معظم ما ورد في الرواية الأمريكية وخاصة الاسم الذي ذكروه [محمد إبراهيم المسلط] بأنه هو الواشي ، فهذا الشخص لدي ثقة كبيرة فيه».

## وصلات خارجية
- شهادة العقيد محمد إبراهيم المسلط يوم 19 أيار سنة 2021 حول الوشاية بالرئيس صدام